# Edgar Norton
Edgar Norton (eigentlich Harry Edgar Mills; * 11. August 1868 in London, Vereinigtes Königreich; † 6. Februar 1953 in Los Angeles, Vereinigte Staaten) war ein britisch-US-amerikanischer Schauspieler bei Bühne und Film.

## Leben und Wirken

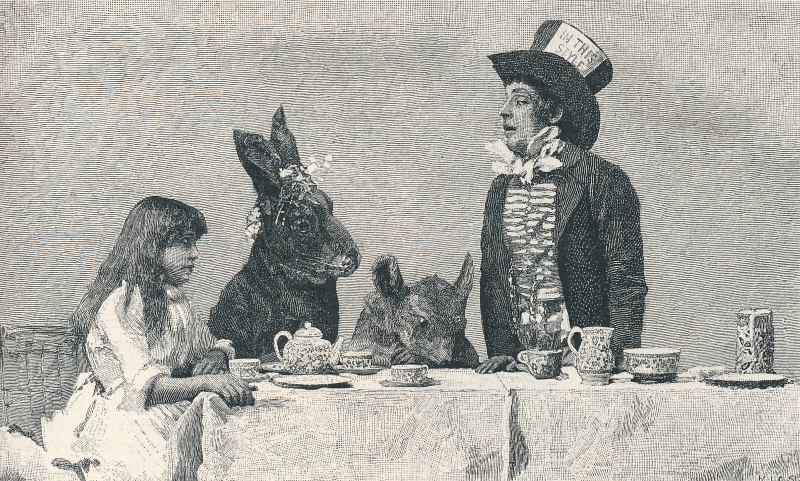
Phoebe Carlo als Alice, Edgar Norton als Hase, Dorothy D'Alcourt als Dormouse und Sydney Harcourt als Mad Hatter in der Musicalfassung von Alice im Wunderland (1886)

Norton wuchs als eines von acht Geschwistern als Sohn eines Staatsbeamten in London auf und knüpfte dort schon früh Kontakte zum Theater. Eine seiner bekanntesten frühen Rollen war der Hase in der Bühnenfassung von Lewis Carrolls Alice im Wunderland, den er mit 18 Jahren verkörperte. Bereits drei Jahre später, 1889, entschloss sich Norton zur Auswanderung in die USA, dessen Staatsbürgerschaft er aber erst 1927 annehmen sollte. Hier ließ er sich zunächst in New York nieder und konzentrierte sich auch weiterhin auf die Theaterarbeit. Am Broadway konnte man ihn in so verschiedenartigen Inszenierungen sehen wie von den Stücken The School for Scandal (1902), The Prince of Pilsen (1903), The Maid and the Mummy (1904), The American Lord (1906), Nearly a Hero (1908), An Englishman’s Home (1909), Madame Troubadour (1910), The Spy (1913), The Beautiful Adventure (1914), Beau Brummell (1916), The Basker (1916), The Melting of Molly (1918/19), The Love Letter (1921) und Shakespeares Wie es euch gefällt (1923).
Zwischenzeitlich hatte Norton sich längst ein zweites berufliches Standbein beim Stummfilm erarbeitet. Seit seinem Abgang von der Bühne besaß die Kinematographie eindeutig Vorrang, und Norton trat zumeist mit Nebenrollen von oft chargenhafter Größe in zahllosen Unterhaltungsproduktionen auf. Von hagerer Statur und mit einem asketisch-sehnigen Gesicht ausgestattet, spielte er immer wieder distinguierte Butler, Hausdiener und Chauffeure, aber auch mehrmals ebensolche Vertreter des Hochadels und an der Seite von Laurel und Hardy sogar einmal einen Professor (in Genies in Oxford). Ernst Lubitsch besetzte Norton im ausgehenden Stumm- und frühen Tonfilm gleich dreimal (in Alt-Heidelberg, Liebesparade und in Monte Carlo). Bisweilen hart an der Grenze zur Parodie auf das Stiff-Upper-Lip-Britentum operierend, bereicherten Nortons Filmtypen, die selbst in Situationen größter Not die Contenance zu wahren wussten, auch Horrorfilmklassiker der 1930er Jahre wie Dr. Jekyll und Mr. Hyde, Draculas Tochter und Frankensteins Sohn. Im Alter von 80 Jahren beendete der seit 1949 verwitwete Edgar Norton seine Filmtätigkeit und zog sich ins Privatleben zurück.

## Filmografie
- 1916: The Ocean Waif
- 1917: The Beautiful Adventure
- 1917: The Amazons
- 1918: A Pair of Cupids
- 1920: The New York Idea
- 1922: The Light in the Dark
- 1923: Woman-Proof
- 1923: The Wolf Man
- 1924: Ralphs nächtliche Abenteuer (Broadway After Dark)
- 1924: Cleo, das Mädchen der Straße (Men)
- 1924: Feuriges Blut (Tiger Love)
- 1925: Enticement
- 1925: Durchlaucht macht eine Anleihe (The King on Main Street)
- 1925: Der Spieler (Lost: A Wife)
- 1926: Diplomacy
- 1926: Marriage License?
- 1927: Alt-Heidelberg (The Student Prince)
- 1927: Der Benzinteufel (Fast and Furious)
- 1927: Singed
- 1927: My Friend From India
- 1928: Die Dame hinterm Vorhang (A Certain Young Man)
- 1928: Der Mann, der lacht (The Man Who Laughs)
- 1928: Die Schmugglerbande (Oh, Kay!)
- 1929: Liebesparade (The Love Parade)
- 1930: One Romantic Night
- 1930: Monte Carlo
- 1930: Charley’s Aunt
- 1930: East Is West
- 1931: The Bachelor Father
- 1931: Compromised
- 1931: Dr. Jekyll und Mr. Hyde (Dr. Jekyll and Mr. Hyde)
- 1932: Blondes Gift (Red-Headed Woman)
- 1932: Schönste, liebe mich (Love Me Tonight)
- 1932: Letty Lynton
- 1933: Ein Mann geht seinen Weg (Looking Forward)
- 1933: Eine Frau vergisst nicht (Only Yesterday)
- 1934: Imitation of Life
- 1934: Auferstehung (We Live Again)
- 1934: Prinzessin für 30 Tage (Thirty-Day Princess)
- 1934: Stingaree
- 1935: Ich tanz mich in dein Herz hinein (Top Hat)
- 1935: Fräulein Wirbelwind (Vagabond Lady)
- 1935: East of Java
- 1936: Geliebter Rebell (Beloved Enemy)
- 1936: Draculas Tochter (Dracula's Daughter)
- 1936: Das Mädel aus dem Böhmerwald (The Bohemian Girl)
- 1937: Maienzeit (Maytime)
- 1937: Bühneneingang (Stage Door)
- 1937: Gehn wir bummeln (On the Avenue)
- 1938: The Big Broadcast of 1938
- 1938: Mein Mann, der Cowboy (The Cowboy and the Lady)
- 1939: Frankensteins Sohn (Son of Frankenstein)
- 1939: Der Mann mit der eisernen Maske (The Man in the Iron Mask)
- 1939: Kettensträfling in Australien (Captain Fury)
- 1939: Herrscher der Meere (Rulers of the Sea)
- 1940: Genies in Oxford (A Chump at Oxford)
- 1940: Orchid, der Gangsterbruder (Brother Orchid)
- 1940: The House of the Seven Gables
- 1941: Blutrache (The Corsican Brothers)
- 1942: Das große Spiel (Rings on Her Fingers)
- 1942: Sechs Schicksale (Tales of Manhattan)
- 1943: Happy Go Lucky
- 1944: Sturzflug ins Glück (Practically Yours)
- 1944: Unter Verdacht (The Suspect)
- 1945: Unter schwarzer Flagge (Captain Kidd)
- 1945: Doll Face
- 1945: Eine Lady mit Vergangenheit (Kitty)
- 1946: Our Hearts Were Growing Up
- 1947: Der Fall Paradin (The Paradine Case)
- 1948: Das Geheimnis der Frau in Weiß (The Woman in White)